# Bayji (distrikt)
Baiji District (arabiska: قضاء بيجي) är ett distrikt i Irak.   Det ligger i provinsen Saladin, i den centrala delen av landet, 190 km norr om huvudstaden Bagdad.
Följande samhällen finns i Baiji District:
- Bayji